# Взрыв на Шенкилл-роуд
Взрыв на Шенкилл-роуд (англ. Shankill Road bombing, ирл. Buamáil na Seanchille) — теракт, осуществлённый Временной ирландской республиканской армией (ИРА) 23 октября 1993 года. Цель теракта — уничтожение руководства группировки Ассоциация обороны Ольстера (UDA). Взрыв произошёл в рыбном магазине на дороге Шенкилл в Белфасте. Два члена ИРА, замаскированные под доставщиков продуктов, вошли в магазин с бомбой, которая взорвалась преждевременно. Десять человек были убиты: один из боевиков, член UDA и восемь гражданских лиц, в том числе двое детей. Более пятидесяти человек получили ранения разной тяжести.
До этого Шенкилл-роуд несколько раз подвергался двум вооружённым нападением со стороны боевиков ИРА: атаки на магазин мебельной компании Balmoral в 1971 году и нападения на бар Баярдо в 1975 году. Однако взрыв в октябре 1993 года стал самым крупным по числу жертв. Теракт привёл к волне актов мести со стороны пробританских лоялистов, которые убили 14 гражданских лиц, не причастных к ИРА, в течение следующей недели, почти все из которых были католиками.
Теракт произошёл на фоне многолетнего конфликта в Северной Ирландии.

## Предпосылки
В начале 1990-х годов военизированные формирования наиболее радикальных пробританских лоялистов начали осуществлять нападения на представителей католической общины Северной Ирландии, убивая как мирных жителей, так и террористов ИРА. Ключевую роль в этом сыграла бригада UDA, действовавшая в Западном Белфасте. Подразделение возглавлял Джонни Адэр (англ. Johnny Adair).
Штаб-квартира UDA находилась возле рыбного магазина Фриззелла на Шенкилл-роуд. Командование UDA и бригада Западного Белфаста каждую субботу проводили там совещания.
ИРА решила осуществить теракт, когда один из их боевиков заметил Адэра, входящего в здание утром в субботу 23 октября 1993 года. Позже, в тайном разговоре с полицией, Адэр подтвердил, что он был в здании тем утром.

## План ИРА
Белфастская бригада ИРА разработала операцию по устранению высшего руководства UDA, которые, по её мнению, находились на встрече. Как позже сообщили представители группировки, план предполагал, что два члена ирландской республиканской армии войдут в магазин с бомбой замедленного действия, выгонят на улицу всех покупателей, угрожая им пистолетами, и покинут здание, после чего произойдёт взрыв, который погубит всех лидеров UDA, находящихся на совещании. Однако данная версия плана операции, неправдоподобна, учитывая, что ни один из боевиков, которые участвовали в осуществлении теракта, не имел пистолета. Следовательно, как можно предположить, очистка территории магазина от гражданских лиц не предполагалась, тем более, что террористы оставили устройство, предназначенное для взрыва менее чем за 10 секунд. Поскольку они полагали, что встреча проходила в комнате над магазином, бомба была предназначена для того, чтобы взрывная волна пошла вверх. Члены ИРА утверждали, что они предупредили покупателей, что в здание находится бомба. У взрывчатки был 11-секундный предохранитель, и боевики заявляли, что это времени достаточно, чтобы покинуть магазин.

## Теракт
Операцию провели Томас Бегли и Шон Келли (Seán Kelly). Они приехали в Шанкилл из Ардойна на угнанном синем Ford Escort, который они припарковали рядом с магазином Фриззелла. Одетые как доставщики продуктов, они вошли в магазин с бомбой в сумке. Это происходило в 13:00 в субботу днём, и поэтому магазин был заполнен в основном женщинами и детьми. Пока Келли ждал у двери, Бегли прошёл через клиентов к стойке, где бомба взорвалась преждевременно. Позже расследование показало, что во время взрыва второй боевик держал бомбу над холодильной стойкой. Бегли был убит вместе с девятью другими людьми, двое из которых оказались детьми. Погибшими стали: владелец магазина Джон Фриззелл (63 года), его дочь Шарон МакБрайд (29 лет), Линн Мюррей (13 лет), член UDA Майкл Моррисон (27 лет), его жена Эвелин Бэйрд (27 лет) и дочь Мишель (7 лет), Джордж Уильямсон (63 года) вместе с супругой Джиллиан (49 лет) и Вильма Макки (38 лет). Сила взрыва была такой, что здание превратилось в груду щебня. Верхний этаж обрушился, и многих оставшихся в живых завалило обломками, где они оставались, пока через несколько часов не были освобождены спасателями. 57 человек получили ранения. Во время спасательной операции на месте происшествия присутствовали несколько руководителей пробританских боевиков, в том числе Адэр и Маккуистон. Последний во время взрыва находился в пабе недалеко от магазина. Шон Келли был тяжело ранен и доставлен в больницу.
Собрание UDA закончилось рано, и те, кто присутствовал на нём, покинули здание до того, как взорвалась бомба.

## Последствия
После теракта в Шенкилле в обществе поднялась волна гнева и возмущения. Билли Маккуистон сказал журналисту Питеру Тейлору, что «в тот день любой человек, находившийся на дороге Шенкилл, от бойскаута до старушки, если бы вы дали им пистолет, они бы нанесли ответный удар». Многие протестанты увидели в случившемся нападение на них со стороны католиков. Адэр считал, что террористы планировали убить именно его, а не всё руководство UDA.
На протяжении следующей недели, UDA и UVF начали волну «атак мести», убив 14 мирных жителей. 25 октября боевики UDA застрелили водителя-католика в Белфасте. 26 октября UDA застрелило ещё двух католиков и ранило пятерых в результате неизбирательного нападения на депо Совета на Кеннеди-Уэй в Белфасте. 30 октября члены UDA вошли в паб в Грэйстиле, часто посещаемый католиками, и открыли беспорядочный огонь. Восемь гражданских лиц (шесть католиков и два протестанта) были убиты, 13 ранены. Событие стало известно как «резня в Грэйстиле». Представители UDA заявили, что это был ответный удар за теракт на Шенкилл-роуд. На следующий день после нападения силы безопасности были направлены для охраны всех католических церквей в Белфасте. Тем временем члены UDA заявили, что вооружённый отряд был отправлен для нападения на католическую церковь Святого Семейства на Лаймстоун-роуд, но отменил атаку из-за увеличения мер безопасности. Вскоре UVF застрелил католика в Ньютаунабби и двух католических монахов в Блеари.
Во время похорон Бегли британский солдат открыл огонь по группе скорбящих. Военнослужащий произвёл двадцать выстрелов. К счастью, никто не погиб, но несколько человек получили ранения. За нападение военный отправлен в тюрьму на десять лет. Джерри Адамс, лидер Шинн Фейн, осудил теракт, заявив, что такой поступок не может быть оправдан.
Шон Келли, оставшийся в живых член ИРА, был тяжело ранен во время взрыва, потерял левый глаз и остался с парализованной левой рукой. Однако после выписки из больницы его арестовали и осудили за девять убийств, каждое с соответствующим пожизненным заключением. В июле 2000 года Келли освобождён в соответствии с условиями Белфастского соглашения. В интервью вскоре после освобождения он заявил, что никогда не намеревался убивать невинных людей, и сожалеет о случившемся.